# Addis (Louisiana)
Addis è un comune degli Stati Uniti d'America, situato nello Stato della Louisiana, in particolare nella parrocchia di West Baton Rouge.